# Torben Lendager
Torben Lendager (født 23. april 1951 i Slagelse) er en dansk sanger og sangskriver, der var forsanger i Walkers. Siden sidst i 1990'erne har han spillet med Torben Lendager Band. 
Han har bl.a. skrevet "Sha-La-La-La-La", som Vengaboys senere har lavet et cover af.
Torben Lendager har også  skrevet hittet “Kære lille mormor” til Richard Ragnvald samt vindersangen i dansk melodi grandprix i 1990 “Hallo hallo”.